# Benno Elkan
Benno Elkan OBE (2 de diciembre de 1877, Dortmund, Westphalia - 10 de enero de 1960, Londres) fue un escultor y medallista germano-británico. Su trabajo incluye la Menorá de la Knéset en Jerusalén, así como numerosos monumentos, bustos y medallas en Alemania e Inglaterra.

## Biografía
Benno Elkan nació en 1877 en Dortmund, Alemania, en una familia de origen judío. Huyó de Alemania en 1933 tras el auge de los nazis. Estuvo casado con Hedwig Einstein, hermana de Carl Einstein. Juntos  tuvieron dos niños: Ursula y Wolf, quienes más tarde emigrarían a los Estados Unidos.
Elkan murió en Londres, y está enterrado en el cementerio judío liberal, en Willesden, Inglaterra.

## Educación
- Gimnasia, Dortmund.
- Instituto Le Rosey, Lausanne.
- Real Academia, Múnich y Karlsruhe i/B como pintor.
- Autoeducado como escultor.

## Carrera como escultor
Estudió y trabajó en París, Roma y Fráncfort del Meno, y se fue a Londres debido al aumento de los nazis en Alemania en 1933. Sus trabajos incluyeron tumbas, bustos, medallas y monumentos. Fue exhibidor en Exposiciones Internacionales en Alemania, Francia, Italia, e Inglaterra; sus trabajos se encuentran en muchos museos en Europa.
Elkan creó la primera estatua en Gran Bretaña de Sir Walter Raleigh, y diseñó el monumento del Memorial a la Gran Guerra de Fráncfort, incorporando a madres llorando en el diseño como símbolo de pérdida en la Primera Guerra Mundial. El monumento fue removido por los nazis en 1933 y relevantado en 1946.